# Élections législatives de 1958 dans la Manche
Les élections législatives françaises de 1958 se déroulent les 23 et 30 novembre 1958. Dans le département de la Manche, cinq députés sont à élire dans le cadre de cinq circonscriptions.

## Élus
| Circonscription | Député élu          | Parti | Parti |
| --------------- | ------------------- | ----- | ----- |
| 1re             | Gabriel de Carville |       | CNIP  |
| 2e              | Pierre Hénault      |       | CNIP  |
| 3e              | Édouard Lebas       |       | CR    |
| 4e              | Pierre Godefroy     |       | UNR   |
| 5e              | René Schmitt        |       | SFIO  |

## Système électoral
Pour la première fois depuis 1936, les élections législatives ont lieu au scrutin uninominal majoritaire à deux tours dans des circonscriptions uninominales.
Est élu au premier tour le candidat qui réunit la majorité absolue des suffrages exprimés et un nombre de voix au moins égal au quart (25 %) des électeurs inscrits dans la circonscription. Si aucun des candidats ne satisfait ces conditions, un second tour est organisé entre les candidats ayant réuni un nombre de voix au moins égal à 5 % des suffrages exprimés. Au second tour, le candidat arrivé en tête est déclaré élu.
Le seuil de qualification, basé sur un pourcentage relativement faible des suffrages exprimés, tend à faciliter l'accès au second tour de plus de deux candidats. Les candidats en lice au second tour peuvent ainsi fréquemment être trois, un cas de figure appelé « triangulaire ». Lorsque quatre candidats s'affrontent au second tour, on parle de « quadrangulaire ».

## Résultats

### Résultats à l'échelle du département
| Parti          | Parti                                          | Premier tour | Premier tour | Second tour | Second tour | Sièges |
| Parti          | Parti                                          | Voix         | %            | Voix        | %           | Sièges |
| -------------- | ---------------------------------------------- | ------------ | ------------ | ----------- | ----------- | ------ |
|                | Centre national des indépendants et paysans    | 57 317       | 27,96        | 59 745      | 29,87       | 2      |
|                | Union pour la nouvelle République              | 30 506       | 14,88        | 29 918      | 14,96       | 1      |
|                | Modérés                                        | 29 987       | 14,63        | 19 979      | 9,99        | 0      |
|                | Droite parlementaire                           | 117 810      | 57,46        | 109 642     | 54,81       | 3      |
|                |                                                |              |              |             |             |        |
|                | Section française de l'Internationale ouvrière | 27 567       | 13,45        | 23 273      | 11,63       | 1      |
|                | Mouvement républicain populaire                | 27 033       | 13,19        | 32 033      | 16,01       | 0      |
|                | Centre républicain                             | 16 907       | 8,25         | 28 697      | 14,34       | 1      |
|                | Parti communiste français                      | 9 133        | 4,45         | 4 741       | 2,37        | 0      |
|                | Union et fraternité française                  | 3 652        | 1,78         |             |             | 0      |
|                | Union des forces démocratiques                 | 2 921        | 1,42         | 1 663       | 0,83        | 0      |
|                |                                                |              |              |             |             |        |
| Inscrits       | Inscrits                                       | 274 683      | 100,00       | 274 502     | 100,00      | 5      |
| Abstentions    | Abstentions                                    | 63 636       | 23,17        | 68 993      | 25,13       |        |
| Votants        | Votants                                        | 211 047      | 76,83        | 205 509     | 74,87       |        |
| Blancs et nuls | Blancs et nuls                                 | 6 024        | 2,85         | 5 460       | 2,66        |        |
| Exprimés       | Exprimés                                       | 205 023      | 97,15        | 200 049     | 97,34       |        |

### Résultats par circonscription

#### Première circonscription (Saint-Lô)
| Candidat       | Candidat                | Parti          | Premier tour | Premier tour | Second tour | Second tour |  |
| Candidat       | Candidat                | Parti          | Voix         | %            | Voix        | %           |  |
| -------------- | ----------------------- | -------------- | ------------ | ------------ | ----------- | ----------- |  |
|                | Gabriel de Carville élu | CNIP           | 16 750       | 41,15        | 26 712      | 68,64       |  |
|                | Auguste Grandin         | Modérés        | 7 947        | 19,52        | 7 270       | 18,68       |  |
|                | Robert Lechevallier     | SFIO           | 4 091        | 10,05        | 4 932       | 12,67       |  |
|                | Maurice Lantier         | MRP            | 3 358        | 8,25         | Retrait     | Retrait     |  |
|                | Pierre Goudal           | UNR            | 3 264        | 8,02         | Retrait     | Retrait     |  |
|                | Robert Schmitt          | diss. MRP      | 2 051        | 5,04         | Retrait     | Retrait     |  |
|                | Henri Desnoues          | UFF            | 2 008        | 4,93         |             |             |  |
|                | Cléophas Lebouteiller   | PCF            | 1 234        | 3,03         |             |             |  |
|                |                         |                |              |              |             |             |  |
| Inscrits       | Inscrits                | Inscrits       | 51 591       | 100,00       | 51 562      | 100,00      |  |
| Abstentions    | Abstentions             | Abstentions    | 9 954        | 19,29        | 11 550      | 22,4        |  |
| Votants        | Votants                 | Votants        | 41 637       | 80,71        | 40 012      | 77,6        |  |
| Blancs et nuls | Blancs et nuls          | Blancs et nuls | 934          | 2,24         | 1 098       | 2,74        |  |
| Exprimés       | Exprimés                | Exprimés       | 40 703       | 97,76        | 38 914      | 97,26       |  |

#### Deuxième circonscription (Avranches)
| Candidat       | Candidat           | Parti          | Premier tour | Premier tour | Second tour | Second tour |  |
| Candidat       | Candidat           | Parti          | Voix         | %            | Voix        | %           |  |
| -------------- | ------------------ | -------------- | ------------ | ------------ | ----------- | ----------- |  |
|                | Pierre Hénault élu | app. CNIP      | 16 633       | 32,97        | 22 707      | 44,69       |  |
|                | Maxime Fauchon     | CNIP           | 12 821       | 25,41        | 10 326      | 20,32       |  |
|                | Louis Fouilleul    | Modérés        | 12 224       | 24,23        | 12 660      | 24,92       |  |
|                | Auguste Huet       | UNR            | 4 552        | 9,02         | 2 706       | 5,33        |  |
|                | Léon Poirier       | SFIO           | 2 639        | 5,23         | 2 409       | 4,74        |  |
|                | Jacques Simon      | PCF            | 1 586        | 3,14         |             |             |  |
|                |                    |                |              |              |             |             |  |
| Inscrits       | Inscrits           | Inscrits       | 68 034       | 100,00       | 67 912      | 100,00      |  |
| Abstentions    | Abstentions        | Abstentions    | 15 351       | 22,56        | 15 949      | 23,48       |  |
| Votants        | Votants            | Votants        | 52 683       | 77,44        | 51 963      | 76,52       |  |
| Blancs et nuls | Blancs et nuls     | Blancs et nuls | 2 228        | 4,23         | 1 155       | 2,22        |  |
| Exprimés       | Exprimés           | Exprimés       | 50 455       | 95,77        | 50 808      | 97,78       |  |

#### Troisième circonscription (Coutances)
| Candidat       | Candidat              | Parti          | Premier tour | Premier tour | Second tour | Second tour |  |
| Candidat       | Candidat              | Parti          | Voix         | %            | Voix        | %           |  |
| -------------- | --------------------- | -------------- | ------------ | ------------ | ----------- | ----------- |  |
|                | Édouard Lebas élu     | CR             | 11 745       | 27,88        | 20 170      | 48,08       |  |
|                | Étienne Fauvel        | MRP            | 10 766       | 25,56        | 19 648      | 46,84       |  |
|                | Marcel Héli           | UNR            | 7 109        | 16,88        | Retrait     | Retrait     |  |
|                | Jean Girot            | Modérés        | 5 756        | 13,67        | Retrait     | Retrait     |  |
|                | Michel Lecostey       | SFIO           | 2 938        | 6,97         | Retrait     | Retrait     |  |
|                | Renée Laplace-Dolonde | PCF            | 2 164        | 5,14         | 2 131       | 5,08        |  |
|                | Léon Juhel            | UFF            | 1 644        | 3,9          |             |             |  |
|                |                       |                |              |              |             |             |  |
| Inscrits       | Inscrits              | Inscrits       | 56 048       | 100,00       | 56 027      | 100,00      |  |
| Abstentions    | Abstentions           | Abstentions    | 12 627       | 22,53        | 12 907      | 23,04       |  |
| Votants        | Votants               | Votants        | 43 421       | 77,47        | 43 120      | 76,96       |  |
| Blancs et nuls | Blancs et nuls        | Blancs et nuls | 1 299        | 2,99         | 1 171       | 2,72        |  |
| Exprimés       | Exprimés              | Exprimés       | 42 122       | 97,01        | 41 949      | 97,28       |  |

#### Quatrième circonscription (Valognes)
| Candidat       | Candidat            | Parti          | Premier tour | Premier tour | Second tour | Second tour |  |
| Candidat       | Candidat            | Parti          | Voix         | %            | Voix        | %           |  |
| -------------- | ------------------- | -------------- | ------------ | ------------ | ----------- | ----------- |  |
|                | Pierre Godefroy élu | UNR            | 10 162       | 29,48        | 22 492      | 72,4        |  |
|                | Marcel Grillard     | CNIP           | 6 262        | 18,17        | Retrait     | Retrait     |  |
|                | Henri Lecacheux     | CR             | 5 162        | 14,98        | 8 527       | 27,45       |  |
|                | Maurice Lucas       | MRP            | 4 210        | 12,21        | Retrait     | Retrait     |  |
|                | Charles Tourainne   | Modérés        | 4 060        | 11,78        | 49          | 0,16        |  |
|                | René Tap            | SFIO           | 3 635        | 10,55        | Retrait     | Retrait     |  |
|                | Maurice Postaire    | PCF            | 976          | 2,83         |             |             |  |
|                |                     |                |              |              |             |             |  |
| Inscrits       | Inscrits            | Inscrits       | 46 984       | 100,00       | 46 964      | 100,00      |  |
| Abstentions    | Abstentions         | Abstentions    | 11 848       | 25,22        | 14 358      | 30,57       |  |
| Votants        | Votants             | Votants        | 35 136       | 74,78        | 32 606      | 69,43       |  |
| Blancs et nuls | Blancs et nuls      | Blancs et nuls | 669          | 1,9          | 1 538       | 4,72        |  |
| Exprimés       | Exprimés            | Exprimés       | 34 467       | 98,1         | 31 068      | 95,28       |  |

#### Cinquième circonscription (Cherbourg)
| Candidat       | Candidat          | Parti          | Premier tour | Premier tour | Second tour | Second tour |  |
| Candidat       | Candidat          | Parti          | Voix         | %            | Voix        | %           |  |
| -------------- | ----------------- | -------------- | ------------ | ------------ | ----------- | ----------- |  |
|                | René Schmitt élu  | SFIO           | 14 264       | 38,27        | 15 932      | 42,7        |  |
|                | Joseph Ryst       | MRP            | 6 648        | 17,83        | 12 385      | 33,19       |  |
|                | Maurice Laignel   | UNR            | 5 419        | 14,54        | 4 720       | 12,65       |  |
|                | Jean Brard        | CNIP           | 4 851        | 13,01        | Retrait     | Retrait     |  |
|                | Georges Marguerie | PCF            | 3 173        | 8,51         | 2 610       | 7           |  |
|                | Roger Gires       | UFD            | 2 921        | 7,84         | 1 663       | 4,46        |  |
|                |                   |                |              |              |             |             |  |
| Inscrits       | Inscrits          | Inscrits       | 52 026       | 100,00       | 52 037      | 100,00      |  |
| Abstentions    | Abstentions       | Abstentions    | 13 856       | 26,63        | 14 229      | 27,34       |  |
| Votants        | Votants           | Votants        | 38 170       | 73,37        | 37 808      | 72,66       |  |
| Blancs et nuls | Blancs et nuls    | Blancs et nuls | 894          | 2,34         | 498         | 1,32        |  |
| Exprimés       | Exprimés          | Exprimés       | 37 276       | 97,66        | 37 310      | 98,68       |  |